# Кэнби, Винсент
Винсент Кэнби (англ. Vincent Canby; 27 июля 1924 — 15 октября 2000) — американский критик, на протяжении 35 лет рецензировавший фильмы и спектакли в The New York Times.
Кэнби родился и вырос в Чикаго, но после военной службы и нескольких лет, проведённых в Париже, перебрался в Нью-Йорк. Закончил Дартмутский колледж. В 1960-е годы работал кинокритиком в журнале Variety. C 1965 года публиковался в The New York Times, а четыре года спустя сменил Босли Краузера в качестве главного кинокритика этого влиятельного издания.
В качестве рецензента Кэнби сместил акценты с социальных вопросов на художественные. Его поддержкой пользовались многие столпы Нового Голливуда; с неизменным восторгом он встречал все фильмы Вуди Аллена и Джеймса Айвори. Мишенью его критических стрел не раз становились блокбастеры Лукаса и Спилберга.
В эпоху Нового Голливуда по авторитетности среди широких читающих масс Америки с Кэнби могла конкурировать только Полин Кейл из журнала The New Yorker. Коллега Кейл по этому журналу, Пенелопа Джилиэтт, после развода с драматургом Джоном Осборном стала спутницей жизни Кэнби. В последние годы (с 1993 года) Кэнби рецензировал в основном театральные постановки.